# Орахово (Травник)
Орахово је насељено место у Босни и Херцеговини у општини Травник. Административно припада Федерацији Босне и Херцеговине, односно њеном Средњобосанском кантону. Према попису становништва из 2013. у насељу је било 421 становника, а већинску популацију чинили су Бошњаци.

## Становништво
По последњем службеном попису становништва из 2013. године у овом насељу живело је 421 становника, а село је било етнички хомогено са већинском бошњачком популацијом.
| Националност | 2013. | 1991.        | 1981.        | 1971.        |
| Бошњаци      | —     | 398 (99,75%) | 397 (99,25%) | 338 (99,71%) |
| Југословени  | —     | 0            | 3 (0,75%)    | 0            |
| остали       | —     | 1 (0,25%)    | 0            | 1 (0,29%)    |
| Укупно       | 421   | 399          | 400          | 339          |